# Márcio de Souza
Márcio Simão de Souza (ur. 24 stycznia 1975 w Santo André) – brazylijski lekkoatleta, płotkarz. Złoty medalista mistrzostw Ameryki Południowej i ibero-amerykańskich, medalista igrzysk panamerykańskich, dwukrotny olimpijczyk (Sydney, Ateny).

## Przebieg kariery
W pierwszych latach swych startów skupił się na konkurencji dziesięcioboju. W tejże konkurencji, w 1993 i 1994 roku został mistrzem Ameryki Południowej do lat 20, natomiast w 1995 roku sięgnął po srebrny medal mistrzostw Ameryki Południowej seniorów. W 1998 roku przestawił się na starty w konkurencjach biegu przez płotki, m.in. w konkurencji biegu na 110 m ppł zajął 4. miejsce na mistrzostwach ibero-amerykańskich w Lizbonie. Rok później został brązowym medalistą mistrzostw kontynentu w biegu na 110 m ppł, w tej samej konkurencji wystąpił na mistrzostwach świata w Sewilli, jednak odpadł w eliminacjach.
W 2000 roku wziął udział w igrzyskach olimpijskich, w ich trakcie wystąpił w konkurencji biegu na 110 m ppł. Tutejszy występ zakończył w fazie ćwierćfinałowej, uzyskując czas 13,71 plasujący zawodnika na 5. miejscu w grupie i na 17. miejscu w gronie wszystkich zawodników.
W 2003 roku wywalczył w konkurencji biegu na 110 m ppł brązowy medal igrzysk panamerykańskich, ponadto zajął 5. miejsce w finale zawodów w tejże konkurencji, które były rozgrywane na światowym czempionacie w Paryżu. Był uczestnikiem halowych mistrzostw globu rozgrywanych w Birmingham i Budapeszcie, ale oba starty zakończył w fazie eliminacyjnej.
Do ćwierćfinału biegu na 110 m ppł zakwalifikował się również w ramach igrzysk olimpijskich w Atenach. Osiągnął w tej części zmagań rezultat 13,54 i zajął 5. miejsce w grupie, wynik był zbyt słaby, aby Brazylijczyk mógł awansować do półfinału.

## Osiągnięcia
| Rok     | Zawody                                   | Miasto            | Miejsce | Konkurencja       | Wynik |
| ------- | ---------------------------------------- | ----------------- | ------- | ----------------- | ----- |
| 1993    | Mistrzostwa Ameryki Południowej juniorów | Puerto La Cruz    | złoto   | dziesięciobój     | 6613  |
| 1994    | Mistrzostwa świata juniorów              | Lizbona           | 18.     | dziesięciobój     | 6286  |
| 1994    | Mistrzostwa Ameryki Południowej juniorów | Santa Fe          | złoto   | dziesięciobój     | 6530  |
| 1995    | Mistrzostwa Ameryki Południowej          | Manaus            | srebro  | dziesięciobój     | 6762  |
| 1998    | Mistrzostwa ibero-amerykańskie           | Lizbona           | 4.      | bieg na 110 m ppł | 14,13 |
| 1999    | Mistrzostwa Ameryki Południowej          | Bogota            | brąz    | bieg na 110 m ppł | 14,37 |
| 1999    | Uniwersjada                              | Palma de Mallorca | 7.      | bieg na 110 m ppł | 14,04 |
| 1999    | Igrzyska panamerykańskie                 | Winnipeg          | 4. SF   | bieg na 110 m ppł | 13,67 |
| 1999    | Mistrzostwa świata                       | Sewilla           | 6. H    | bieg na 110 m ppł | 13,83 |
| 2000    | Mistrzostwa ibero-amerykańskie           | Rio de Janeiro    | złoto   | bieg na 110 m ppł | 13,76 |
| 2000    | Igrzyska olimpijskie                     | Sydney            | 5. QF   | bieg na 110 m ppł | 13,71 |
| 2001    | Mistrzostwa Ameryki Południowej          | Manaus            | złoto   | bieg na 110 m ppł | 13,64 |
| 2001    | Mistrzostwa świata                       | Edmonton          | 5. H    | bieg na 110 m ppł | 13,88 |
| 2003    | Halowe mistrzostwa świata                | Birmingham        | 6. H    | bieg na 60 m ppł  | 7,80  |
| 2003    | Igrzyska panamerykańskie                 | Santo Domingo     | brąz    | bieg na 110 m ppł | 13,45 |
| 2003    | Mistrzostwa świata                       | Paryż             | 5.      | bieg na 110 m ppł | 13,48 |
| 2004    | Halowe mistrzostwa świata                | Budapeszt         | 5. H    | bieg na 60 m ppł  | 7,78  |
| 2004    | Igrzyska olimpijskie                     | Ateny             | 5. QF   | bieg na 110 m ppł | 13,54 |
| Źródło: |                                          |                   |         |                   |       |

W latach 1998–2000 zdobył trzy tytuły mistrza Brazylii, za każdym razem w konkurencji biegu na 110 m ppł.

## Rekordy życiowe
- bieg na 110 m ppł – 13,38 (3 czerwca 1999, Rio de Janeiro)
- dziesięciobój – 6286 (21 lipca 1994, Lizbona)

Halowe
- bieg na 60 m ppł – 7,60 (15 lutego 2004, Karlsruhe)

Źródło: 